# Traquet d'Arnott
Myrmecocichla arnotti
Espèce
Statut de conservation UICN

 LC  : Préoccupation mineure
Le Traquet d'Arnott (Myrmecocichla arnotti) est une espèce d'oiseaux de la famille des Muscicapidae.
Son nom commémore le botaniste écossais George Arnott Walker Arnott (1799-1868).
Il vit notamment à travers le miombo.